# Guido Gambarotto
Guido Gambarotto , conhecido como Gambinha (São Paulo, 17 de novembro de 1907 — São Paulo, 22 de abril de 1981), foi um futebolista ítalo-brasileiro, ídolo do Corinthians que atuou como centroavante.

## Carreira
Oriundo de uma família Ítalo-brasileira, Gambinha (como era conhecido) fazia parte da "Família Gambarotto" composta por irmãos que fizeram história no Corinthians. Os "Irmãos Gambarotto", Carlos Alberto Gambarotto (Gambarotta), Ítalo Gambarotto (Ítalo), Guido Gambarotto (Gambinha) e Leone Gambarotto (Leone), foram jogadores que marcaram época e se tornaram ídolos do Corinthians nas décadas de 1920 e 1930.

### Corinthians
Guido Gambarotto era o mais novo da família. Após iniciar a sua carreira no pequeno Ítalo Foot Ball Club, clube paulistano formado por ítalo-brasileiros, Gambinha foi contratado pelo Corinthians. Sem muita categoria, Gambinha tinha faro de gols e determinação, e fez muito trajando o sagrado manto alvinegro. Seu auge foi no ano de 1930, quando faturou um tricampeonato paulista para o Corinthians.
No Campeonato Paulista daquele ano, foi o artilheiro da competição, com 21 gols, dois deles marcados na goleada de 5–2 aplicada pelo Corinthians sobre o rival Santos, nas finais do título.
Gambinha também foi decisivo naquele mesmo ano na conquista do torneio de Campeão dos Campeões. O Corinthians enfrentava o Vasco da Gama em São Januário. O time de São Paulo conseguiu virar o placar para 3–2, após estar perdendo por 2–0. Gambinha foi o autor do gol da virada que sacramentaria o título do Corinthians.
Durante todo o tempo em que integrou destacadamente a equipe do Corinthians, entre 1926 e 1933, Gambinha disputou 115 partidas e balançou as redes 94 vezes sendo o vigésimo maior artilheiro da história do clube paulista.

## Títulos
Corinthians
- Campeonato Paulista de 1928[3]
- Campeonato Paulista de 1929
- Campeonato Paulista de 1930
- Campeão dos Campeões de 1930